# Cricket South Africa
Cricket South Africa (CSA) ist der nationale Dachverband für Cricket in Südafrika. Der im Jahr 2002 gegründete Verband hat seinen Sitz in Johannesburg. Bis 2008 bestand er parallel zum United Cricket Board of South Africa (UCB), bevor er der einzige Verband für das südafrikanische Cricket wurde. Er vertritt Südafrika beim Weltverband International Cricket Council (ICC) als Vollmitglied und beim Kontinentalverband Africa Cricket Association (ACA).

## Geschichte

### Anfangsjahre
Ab den 1880er Jahren wurde Cricket in Südafrika von Verbänden organisiert und ab den 1880er Jahren gab es getrennte Verbände für die südafrikanischen Bevölkerungsgruppen. Am 15. Juni 1909 gründete Südafrika zusammen mit Australien und England im Londoner Lord’s Cricket Ground die Imperial Cricket Conference (heute International Cricket Council, ICC), obschon die Südafrikanische Union erst ab 1910 bestand.

### Unter der Apartheid
Die Imperial Cricket Conference beschloss bei ihrer Versammlung im Juli 1961, die Frage, ob Südafrika nach dem Austritt aus dem Commonwealth of Nations seine Mitgliedschaft im Cricket-Weltverband behalten soll, zurückzustellen. In der Zwischenzeit würden Spiele zwischen Südafrika und anderen Mitgliedsländern als „inoffizielle Tests“ gelten, könnten aber möglicherweise im Nachhinein als offiziell anerkannt werden. Australien drängte inzwischen auf eine Entscheidung, aber die Hauptversammlung im Juli 1962 beschloss, dass die für Südafrika gefundene Sondersituation unverändert bleiben soll. Ein nicht unwesentlicher Aspekt in dieser Lage waren zwei („weiße“) Cricketspieler, die Mitglieder des multiethnischen Teams Commonwealth XI waren: Neil Adcock und Roy McLean. Beide Sportler nahmen 1962 an zahlreichen Spielen in verschiedenen Ländern, außer in Südafrika, teil. Zudem war der südafrikanische „Coloured“ Basil D’Oliveira in England als Profispieler verpflichtet. Trotz der Regeländerungen 1964, nach denen andere Länder auch Associate Members sein konnten, reichte Südafrika keinen Antrag für eine neue Mitgliedschaft beim ICC ein. Das South African Cricket Board of Control, eine mit Vertretern aus allen Bevölkerungsgruppen zusammengesetzte Institution, drängte auf internationale Anerkennung unter Ausschluss der ausschließlich „weiß“ zusammengesetzten South African Cricket Association.
Im Jahr 1970 schloss die ICC Südafrika endgültig aus. Schon vorher hatten nur England, Australien und Neuseeland gegen die Südafrikaner gespielt, während sie von Ländern wie den West Indies und Indien bereits boykottiert worden waren. Großen Einfluss auf diese Entscheidung hatte sowohl die Affäre um den für England antretenden D’Oliveira (der nie für Südafrika spielen sollte) im Jahr 1968 als auch starke Proteste gegen die für 1970 geplante (und schließlich abgesagte) Englandtour. So war die Tour Australiens zu Beginn der Saison 1969/70 die letzte offizielle internationale Tour Südafrikas bis zur Wiederaufnahme.
1976 wurde die South African Cricket Union (SACU) gegründet, um den Sport auf eine „multiethnische“ und „leistungsorientierte“ Weise, sogenanntes „normales“ Cricket, zu leiten. Die SACU fühlte sich verpflichtet, das Cricket in Südafrika am Leben zu halten. Dies brachte jedoch nur eine geringe Beteiligung der angesprochenen Bevölkerungsgruppen mit sich und führte nicht zur angestrebten Wiederzulassung im internationalen Cricket. Die ICC-Mitglieder Indien, Pakistan und West Indies ließen verlauten, dass sie Südafrika erst nach dem Ende der Apartheid wieder zulassen würden. Als Folge dieser Entkopplung vom internationalen Sportgeschehen versuchte der südafrikanische Verband, mehrere Cricket-Nationen dazu zu bewegen, „Rebelltouren“ nach Südafrika zu unternehmen, um das Sportgeschehen im Land aufrechtzuerhalten. Diese Touren stießen jedoch bei den Cricketverbänden und Regierungen der jeweiligen Länder, der International Cricket Conference und den Vereinten Nationen auf Widerstand.

### Seit der Wiederzulassung
Das United Cricket Board of South Africa entstand im Juni 1991 aus der Vereinigung des 1976 gegründeten South African Cricket Union mit dem South African Cricket Board, womit die ethnische Trennung im südafrikanischen Cricket beendet wurde. Cricket South Africa (CSA) wurde 2002 gegründet und bestand bis 2008 parallel zum 1991 gegründeten United Cricket Board of South Africa (UCB). Von 2002 bis 2008 war das United Cricket Board of South Africa verantwortlich für das Amateur-Cricket, während Cricket South Africa für das professionelle Cricket zuständig war; 2008 fusionierte das United Cricket Board of South Africa mit Cricket South Africa.
Seitdem ist er verantwortlich für die Organisation des Cricket in Südafrika. Bereits 1991 wurde Südafrika wieder Vollmitglied im International Cricket Council (ICC), was zur Teilnahme an der angesehensten Stufe des Cricket berechtigt. Der südafrikanische Verband war außerdem im Jahr 1997 Gründungsmitglied des Kontinentalverbandes Africa Cricket Association (ACA).
2021 drohte der zuständige Minister für Sport, Kunst und Kultur, Nathi Mthethwa, damit, Cricket South Africa von seiner Aufsicht über die Cricket-Nationalmannschaften zu entbinden, da der Verband nicht bereit war, eine Gründungsurkunde anzunehmen, die den Weg für einen mehrheitlich unabhängigen Vorstand ebnen soll. Nachdem der Verband das Memorandum zur Gründung eines unabhängigen Rates einstimmig angenommen hatte, zog Mthethwa seine Intervention zurück, womit der Cricket-Betrieb in Südafrika wieder vollständig Cricket South Africa untersteht.

## Aufgabe

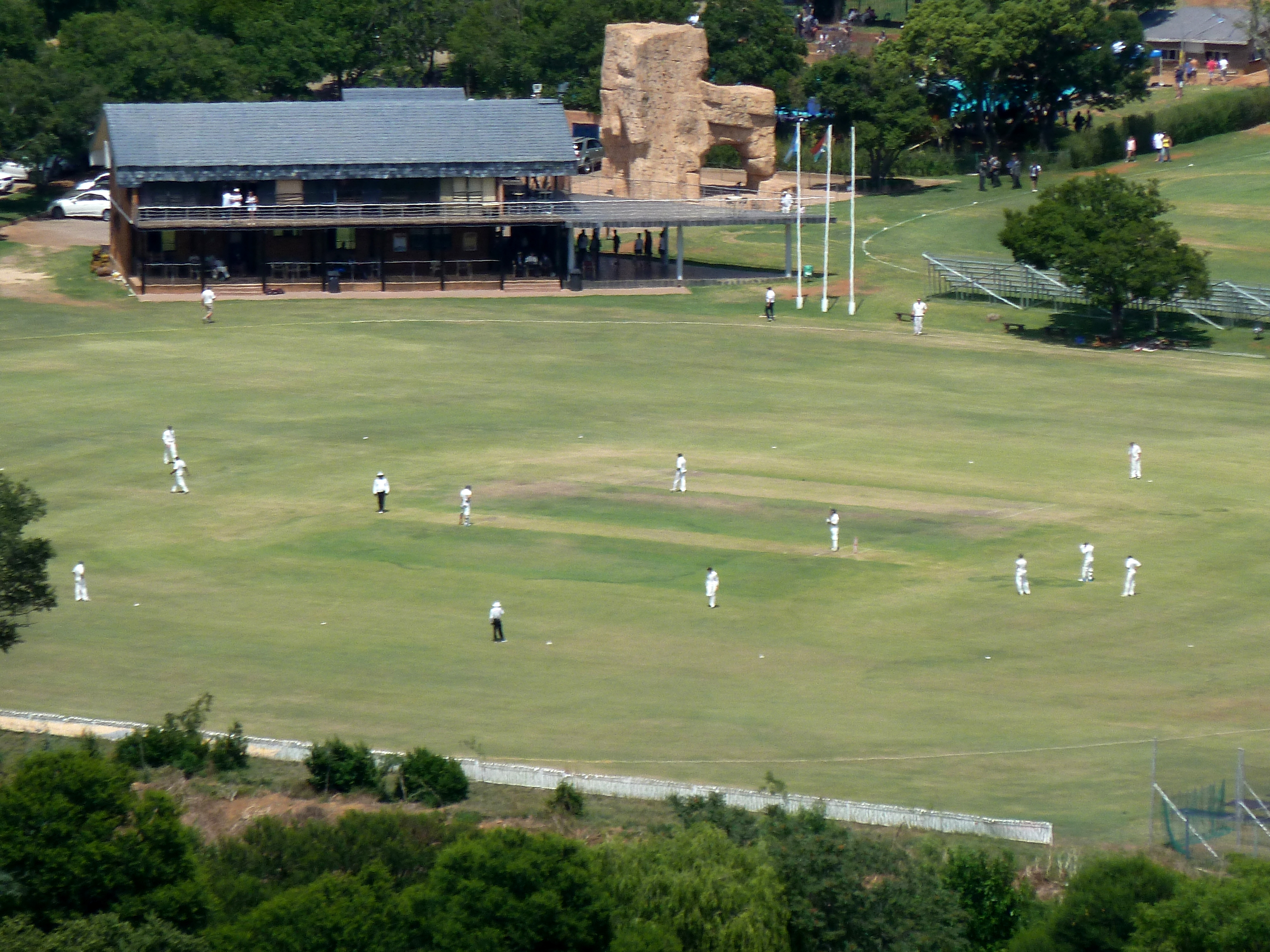
Cricketspiel beim St Alban’s College, Lynnwood Glen, Pretoria

Cricket South Africa stellt die Südafrika vertretenden Cricket-Nationalmannschaften, einschließlich der für die Männer, Frauen und Jugend, zusammen. Der Verband ist außerdem verantwortlich für die Durchführung von Test-, ODI- und T20I-Serien gegen andere Nationalmannschaften sowie die Organisation von Heimspielen und -turnieren. Neben der Aufstellung des Teams ist er verantwortlich für den Kartenverkauf, der Gewinnung von Sponsoren und der Vermarktung der Medienrechte.
Daneben organisiert der Verband das Kinder- und Jugend-Cricket in Südafrika. Wie andere Cricketnationen verfügt Südafrika über U-19-Nationalmannschaften für Jungen und Mädchen, die an den entsprechenden Weltmeisterschaften (Jungen und Mädchen) teilnehmen. Die zweite Nationalmannschaft Südafrikas ist South Africa A, deren Spiele über First-Class- bzw. List-A-Status verfügen.
Der Verband organisiert auch den nationalen Spielbetrieb. So betreibt er mit SA20 eine kommerzielle Franchise-Liga. Darüber hinaus organisiert er den traditionsreichen Currie Cup, einen One-Day Cup und die Ram Slam T20 Challenge für die Provinzteams.
Cricket South Africa richtet auch regelmäßig internationale Turniere aus. So waren sie bereits Gastgeber des Cricket World Cup 2003 (zusammen mit Kenia und Simbabwe), der World Twenty20 2007 und der Champions Trophy 2009 bei den Männern, sowie des Cricket World Cup 2005 und des T20 World Cup 2023 bei den Frauen. Es ist geplant, dass Südafrika zusammen mit Namibia und Simbabwe den Cricket World Cup 2027 austragen wird.